# 那木囊苏伦
那木囊苏伦（藏語：རྣམ་སྣང་སྲུང་；1878年—1919年4月20日），博尔济吉特氏，清代外蒙古賽音諾顏部赛音诺颜旗札薩克和碩親王，外蒙古独立后被尊称为赛音诺颜汗。蒙古独立运动领袖。1911年辛亥革命爆发以后，那木囊苏伦倡导外蒙古独立，後出任首任大蒙古國内阁总理大臣。1915年改任陆军衙门长兼充内阁总理大臣。

## 生平

### 早年生涯
那木囊苏伦出自赛音诺颜旗和碩亲王家族，赛音诺颜部是喀尔喀蒙古（外蒙古）四部之一，以賽音諾顏旗、中左末旗兩大親王家族势力最大。光绪二十二年（1896年），其父特固斯瓦齐尔卒，那木囊苏伦袭封第十三任赛音诺颜旗亲王。
1911年，辛亥革命爆发。同年7月10日，土谢图汗部右翼左旗札萨克和硕亲王杭達多爾濟提议独立，得到了那木囊苏伦、土谢图汗部中左翼末旗辅国公衔札萨克头等台吉那木萨赖、宰桑喇嘛车林齐密特等人的支持。1911年7月29日，杭达多尔济、车林齐密特和海山率领的外蒙古代表团从库伦出发，秘密赴俄罗斯帝国的圣彼得堡访问，要求俄国支持外蒙古独立。1911年12月1日，杭達多爾濟与那木囊苏伦等一同拥戴第八世哲布尊丹巴呼图克图宣布外蒙古独立，成立大蒙古国，随即驱逐了库伦办事大臣三多等清朝委派的所有官员。同年12月29日第八世哲布尊丹巴呼图克图登基称“额真汗”（又俗称博克多汗）。
12月30日博克多汗的封赏名单中，那木囊苏伦排名第10位，封赏内容如下：
赛音诺颜汗那木囊苏伦，赐世代坐绿围车，赏黄马褂、黄缰，并赐伊特格蔑特额叶太戴青世袭名号，亦将充任朝臣。

### 内阁总理
由于外蒙古独立后，总掌朝政的内务大臣车林齐密特得罪了蒙古王公和俄国人，博克多汗迫于压力，于1912年7月上旬开始设置“内阁总理大臣”一职，旨在削弱车林齐密特的权力，并任命那木囊苏伦为首任内阁总理大臣，当时那木囊苏伦尚不在库伦。1912年10月25日（蒙历共戴二年季秋月（九月）十五日），已回到库伦的那木囊苏伦接奉内阁总理大臣印信，正式就任大蒙古国的首任内阁总理大臣，同时他上奏博克多汗任命阿克旺那林（外蒙古车臣汗部车臣汗旗札萨克格根车臣汗）为第一副总理大臣，棍楚克苏隆（内蒙古哲里木盟科尔沁左翼前旗札萨克宾图郡王）为第二副总理大臣。
在外蒙古独立中功勋并不卓著的赛音诺颜部亲王那木囊苏伦之所以成为首任内阁总理大臣，有多重原因。首先，1911年12月外蒙古独立时，主要是喀尔喀东部的土谢图汗部、车臣汗部较积极，而西部的赛音诺颜部、札萨克图汗部的蒙古王公则多未参与。所以1911年12月30日大蒙古国政府成立，几乎全部要职均被土谢图汗部、车臣汗部的王公占据。而任命赛音诺颜部亲王那木囊苏伦为内阁总理大臣，车臣汗那旺纳林为第一副总理大臣，内蒙古哲里木盟科尔沁左翼前旗札萨克宾图郡王棍楚克苏隆为第二副总理大臣，可以平衡权力，并且实现内蒙古、外蒙古、呼伦贝尔等地所有蒙古人的统一，为建立泛蒙古帝国铺平道路。其次，由于此前喇嘛车林齐密特的专权，蒙古王公不再想继续让喇嘛掌握大权，而想让世俗王公掌权，世俗王公中地位最高者就是当时外蒙古地区的三位汗（其中的赛音诺颜部亲王虽不是汗，但被俗称为“赛音诺颜汗”，地位也相当高）。而科布多的杜爾伯特部的特古斯库鲁克达赉汗噶勒章那木济勒仍忠于中国北京政府，所以不在考虑范围内；喀尔喀四部首領中，土谢图汗达什尼玛已逝世，札萨克图汗索特那木拉布坦已于1912年6月1日左右被毒死在狱中，车臣汗那旺纳林年纪尚轻，故只有赛音诺颜部亲王那木囊苏伦是内阁总理大臣的最合适人选。
那木囊苏伦上台后，改变了内务大臣车林齐密特总掌朝政时的激進路線，执行较为亲俄国的温和路线。俄国人认为他既不像车林齐密特那样独立色彩浓重，又不是亲华派，所以和他相处较为融洽。
1913年1月11日，在那木囊苏伦任内阁总理大臣期间，大蒙古国方面同西藏签订《蒙藏条约》，大蒙古国方面在条约上签字的是拉布敦（代理外务大臣、尼亚克图比利克图达喇嘛）、达木丁苏隆（外务部副大臣、将军、芒来巴特尔贝子）。

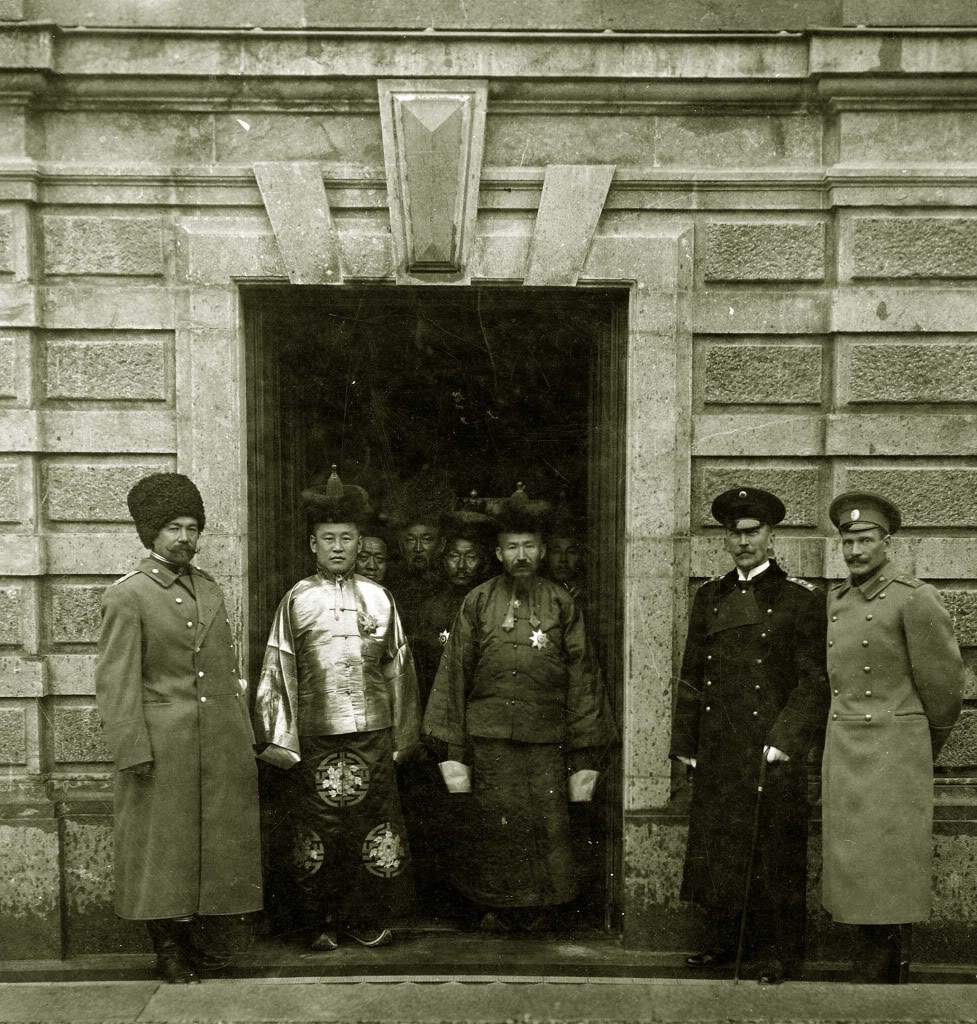
那木囊苏伦在俄国圣彼得堡出使期间留影

1913年11月至1914年1月期间，那木囊苏伦也率代表团出使俄国圣彼得堡。当时正值《恰克图协定》会谈期间，那木囊苏伦的代表团同俄国和中国分别进行了双边谈判，力图在会谈中维护外蒙古的利益，并划定外蒙古同俄国西伯利亚及中国满洲之间的边界。那木囊苏伦的代表团企图使国际社会承认外蒙古独立并支持内蒙古和外蒙古的统一，但最终这一愿望没有实现。俄国官员还阻止了那木囊苏伦同若干西方国家（包括美国、英国、法国、德国）驻俄国大使联系并赴西欧访问以寻求国际社会对外蒙古独立的支持的计划。1915年，中、俄、蒙三方最终签订了《恰克图协定》，承认外蒙古的完全自治，中国拥有外蒙古的宗主权。随后，1915年6月9日，外蒙古取消了独立，在中国的宗主权之下实行自治。实行自治之后，外蒙古的内阁总理一职改由五部衙门长之一兼充，那木囊苏伦的职务改为陆军衙门长兼充内阁总理。中华民国政府则任命他为齐齐尔里克盟盟长。任职期间，1916年7月25日下午，那木囊苏伦向中华民国首任都护使充库伦办事大员陈箓辞行，请假两个月回本旗，其内阁总理职务暂由外交长、辅国公车林多尔济代行；不久，那木囊苏伦便回任复职。
在外蒙古实行自治后，以那木囊苏伦、杭达多尔济为代表的贵族集团与博克多汗为首的僧侣集团冲突日益激烈，中国北洋政府则试图恢复其在外蒙古的统治。为了得到支持，那木囊苏伦于1918年再次前往俄国伊尔库茨克。此时正是俄国内战期间，他会见了两位布尔什维克官员，希望得到支持，但没有成功。据信这是外蒙古官员同俄国布尔什维克官员的首次会面。
那木囊苏伦回国后不久突然患病，于1919年4月20日病逝。传说他是被博克多汗毒死的，因为其他贵族派的人士如外交大臣杭达多尔济（1915年死）等人，也在这段时间内相继突然死去。1919年，中华民国政府派徐树铮出兵外蒙古，当时巴德瑪多爾濟已接任蒙古总理。
1913年，那木囊苏伦从俄国带回了一些电影，邀请博克多汗观看。这是蒙古历史上第一次播放电影。